# クレイグ・ケイシー
クレイグ・ケイシー（Craig Casey、1999年4月19日 - ）は、ユナイテッド・ラグビー・チャンピオンシップ、マンスターに所属するラグビー選手。

## プロフィール
- アイルランド・リムリック出身[1]。
- ポジションはスクラムハーフ(SH)。
- 身長 165cm、体重 76kg
- いとこのモシー・ローラーは元ラグビー選手。
- U20アイルランド代表に選ばれたことがある[2]。
- アイルランド代表キャップは13（2024年2月現在）でラグビーワールドカップ2023のアイルランド代表に選ばれた[3]。

## 略歴
2018年、マンスターに加入。 